# Hammerheart
Hammerheart — музичний альбом гурту Bathory. Виданий 16 квітня 1990 року лейблом Noise Records, Black Mark Production. Загальна тривалість композицій становить 55:44. Альбом відносять до напрямку вікінг-метал.

## Список пісень
Автор музики і слів Quorthon. 
| #  | Назва                      | Тривалість |
| -- | -------------------------- | ---------- |
| 1. | «Shores in Flames»         | 11:07      |
| 2. | «Valhalla»                 | 9:33       |
| 3. | «Baptised in Fire and Ice» | 7:57       |
| 4. | «Father to Son»            | 6:28       |
| 5. | «Song to Hall Up High»     | 2:30       |
| 6. | «Home of Once Brave»       | 6:43       |
| 7. | «One Rode to Asa Bay»      | 9:09       |
| 8. | «Outro»                    | 0:23       |